# Тракаді
Тракаді (англ. Tracadie) — регіональний муніципалітет в Канаді, у провінції Нью-Брансвік, у складі графства Глостер.

## Населення
За даними перепису 2016 року, регіональний муніципалітет нараховував 16114 осіб, показавши скорочення на 0,1%, порівняно з 2011-м роком. Середня густина населення становила 31,2 осіб/км².
З офіційних мов обидвома одночасно володіли 7 130 жителів, тільки англійською — 85, тільки французькою — 8 585. Усього 45 осіб вважали рідною мовою не одну з офіційних.
Працездатне населення становило 55,1% усього населення, рівень безробіття — 19,9% (27,6% серед чоловіків та 11,2% серед жінок). 89,3% осіб були найманими працівниками, а 8,2% — самозайнятими.
Середній дохід на особу становив $32 936 (медіана $26 153), при цьому для чоловіків — $39 497, а для жінок $26 498 (медіани — $32 172 та $21 232 відповідно).
20% мешканців мали закінчену шкільну освіту, не мали закінченої шкільної освіти — 39,3%, 40,8% мали післяшкільну освіту, з яких 21,9% мали диплом бакалавра, або вищий, 20 осіб мали вчений ступінь.
| Статево-вікова структура населення | Статево-вікова структура населення | Статево-вікова структура населення | Статево-вікова структура населення | Статево-вікова структура населення |
| ---------------------------------- | ---------------------------------- | ---------------------------------- | ---------------------------------- | ---------------------------------- |
|                                    |                                    |                                    |                                    |                                    |
| Всього                             | Всього                             | 49,9%50,1%                         |                                    |                                    |
| 0 — 14 років                       | 0 — 14 років                       |                                    | 12%                                | 12%                                |
| 15 — 64 років                      | 15 — 64 років                      |                                    | 66,6%                              | 66,6%                              |
| 65 і більше                        | 65 і більше                        |                                    | 21,4%                              | 21,4%                              |
| 85 і більше                        | 85 і більше                        |                                    | 2,4%                               | 2,4%                               |
| 100 і більше                       | 100 і більше                       |                                    | 0%                                 | 0%                                 |
| Середній вік (років)               | Середній вік (років)               | 45,246,9                           | 46,1                               | 46,1                               |
| Медіана (років)                    | Медіана (років)                    | 48,749,9                           | 49,3                               | 49,3                               |
| — чоловіки — жінки                 |                                    |                                    |                                    |                                    |

| Походження мешканців:     | Походження мешканців:     | Походження мешканців: | Походження мешканців: | Походження мешканців: |
| ------------------------- | ------------------------- | --------------------- | --------------------- | --------------------- |
| Походження                |                           |                       | осіб                  | %                     |
| Корінні американці        | Корінні американці        |                       | 925                   | 5.89%                 |
| Інше північноамериканське | Інше північноамериканське |                       | 13 115                | 83.51%                |
| Європейське               | Європейське               |                       | 4 765                 | 30.34%                |
| британське                | британське                |                       | 1 330                 | 8.47%                 |
| французьке                | французьке                |                       | 3 850                 | 24.51%                |
| Латинськоамериканське     | Латинськоамериканське     |                       | 10                    | 0.06%                 |
| Карибське                 | Карибське                 |                       | 30                    | 0.19%                 |
| Африканське               | Африканське               |                       | 20                    | 0.13%                 |
| Азійське                  | Азійське                  |                       | 100                   | 0.64%                 |

| Зайнятість населення за галузями (за класифікацією NOC): | Зайнятість населення за галузями (за класифікацією NOC): | Зайнятість населення за галузями (за класифікацією NOC): | Зайнятість населення за галузями (за класифікацією NOC): | Зайнятість населення за галузями (за класифікацією NOC): |
| -------------------------------------------------------- | -------------------------------------------------------- | -------------------------------------------------------- | -------------------------------------------------------- | -------------------------------------------------------- |
|                                                          |                                                          |                                                          |                                                          |                                                          |
| Управління                                               | Управління                                               |                                                          | 6%                                                       | 6%                                                       |
| Бізнес, фінанси та адміністрування                       | Бізнес, фінанси та адміністрування                       |                                                          | 10,3%                                                    | 10,3%                                                    |
| Природничі та прикладні науки                            | Природничі та прикладні науки                            |                                                          | 2,8%                                                     | 2,8%                                                     |
| Охорона здоров'я                                         | Охорона здоров'я                                         |                                                          | 9,7%                                                     | 9,7%                                                     |
| Освіта, правозахист, муніципальні та урядові служби      | Освіта, правозахист, муніципальні та урядові служби      |                                                          | 8,8%                                                     | 8,8%                                                     |
| Мистецтво, культура, відпочинок та спорт                 | Мистецтво, культура, відпочинок та спорт                 |                                                          | 1,4%                                                     | 1,4%                                                     |
| Роздрібна торгівля та послуги                            | Роздрібна торгівля та послуги                            |                                                          | 22,3%                                                    | 22,3%                                                    |
| Гуртова торгівля, транспорт та обладнання                | Гуртова торгівля, транспорт та обладнання                |                                                          | 21,5%                                                    | 21,5%                                                    |
| Природні ресурси, сільське господарство                  | Природні ресурси, сільське господарство                  |                                                          | 7%                                                       | 7%                                                       |
| Виробництво                                              | Виробництво                                              |                                                          | 10,2%                                                    | 10,2%                                                    |

## Клімат
Середня річна температура становить 4,5°C, середня максимальна – 22°C, а середня мінімальна – -15,9°C. Середня річна кількість опадів – 1 098 мм.
| Клімат поселення                              | Клімат поселення | Клімат поселення | Клімат поселення | Клімат поселення | Клімат поселення | Клімат поселення | Клімат поселення | Клімат поселення | Клімат поселення | Клімат поселення | Клімат поселення | Клімат поселення | Клімат поселення |
| Показник                                      | Січ.             | Лют.             | Бер.             | Квіт.            | Трав.            | Черв.            | Лип.             | Серп.            | Вер.             | Жовт.            | Лист.            | Груд.            |                  |
| Середній максимум, °C                         | −4,49            | −3,57            | 1,56             | 7,53             | 14,57            | 20,33            | 22,04            | 21,55            | 16,41            | 10,53            | 4,60             | −2,81            |                  |
| Середня температура, °C                       | −10,18           | −9,26            | −4,11            | 1,83             | 8,88             | 14,64            | 18,63            | 18,11            | 12,98            | 7,11             | 1,17             | −6,22            |                  |
| Середній мінімум, °C                          | −15,89           | −14,96           | −9,83            | −3,87            | 3,18             | 8,94             | 15,21            | 14,71            | 9,57             | 3,69             | −2,24            | −9,64            |                  |
| Норма опадів, мм                              | 104              | 73               | 96               | 82               | 86               | 80               | 90               | 89               | 76               | 98               | 103              | 121              |                  |
| Середньомісячна швидкість вітру, м/с          | 5.00             | 4.79             | 4.78             | 4.50             | 4.20             | 3.83             | 3.50             | 3.56             | 3.90             | 4.46             | 4.70             | 5.09             |                  |
| Середньомісячна сонячна радіація, кДж/м²·день | 4977             | 8540             | 12341            | 15459            | 18259            | 20267            | 19787            | 17348            | 12696            | 7878             | 4611             | 3732             |                  |
| --------------------------------------------- | ---------------- | ---------------- | ---------------- | ---------------- | ---------------- | ---------------- | ---------------- | ---------------- | ---------------- | ---------------- | ---------------- | ---------------- | ---------------- |
| Джерело:                                      |                  |                  |                  |                  |                  |                  |                  |                  |                  |                  |                  |                  |                  |